# ロゼッタ (映画)
『ロゼッタ』（Rosetta）は、1999年のベルギー・フランス映画。
ダルデンヌ兄弟の監督作第二弾であり、1999年のカンヌ国際映画祭ではパルム・ドールを受賞し、更に主演のエミリー・ドゥケンヌが女優賞を勝ち取った。

## ストーリー
トレーラーハウスで母親と二人暮らしをしているロゼッタは、ある日働いていた工場を突然クビになってしまう。彼女は持病の腹痛と戦いながら必死で生活しようとするが、なかなか思うようにいかない。

## キャスト
- ロゼッタ: エミリー・ドゥケンヌ
- リケ: ファブリッツィオ・ロンギーヌ
- アンヌ・イェルノー
- オリヴィエ・グルメ

## 受賞・ノミネート
| 映画賞                           | 部門           | 候補                                              | 結果       |
| -------------------------------- | -------------- | ------------------------------------------------- | ---------- |
| カンヌ国際映画祭                 | 女優賞         | エミリー・ドゥケンヌ                              | 受賞       |
| カンヌ国際映画祭                 | パルム・ドール | リュック・ダルデンヌ ジャン＝ピエール・ダルデンヌ | 受賞       |
| シカゴ映画批評家協会賞           | 新人女優賞     | エミリー・ドゥケンヌ                              | 受賞       |
| インディペンデント・スピリット賞 | 外国映画賞     | 外国映画賞                                        | ノミネート |